# Acmaeodera miliaris
Acmaeodera miliaris es una especie de escarabajo del género Acmaeodera, familia Buprestidae. Fue descrita científicamente por Horn en 1878.
Esta especie se encuentra en América Central y del Norte.